# Kanton Port-Saint-Louis-du-Rhône
Kanton Port-Saint-Louis-du-Rhône (fr. Canton de Port-Saint-Louis-du-Rhône) je francouzský kanton v departementu Bouches-du-Rhône v regionu Provence-Alpes-Côte d'Azur. Skládá se pouze z jediné obce Port-Saint-Louis-du-Rhône.